# Moʻungaʻone
Moʻungaʻone (auch: Mangone, Mougaone) ist eine Insel im Norden von Haʻapai im Pazifik. Sie gehört politisch zum Königreich Tonga. Die Insel hat 76 Bewohner (Stand 2021).

## Geographie
Das Motu liegt am Nordwestrand der Lagune des Archipels Lifuka und gehört kommunal zum Distrikt Haʻano. Im Norden ist die nächste Insel Ofolanga mit dem Ort Puleieia an der Nordspitze des Archipels. Im Osten ist die nächstgelegene Insel Luahoko im Zentrum der Lagune.

## Klima
Das Klima ist tropisch heiß, wird jedoch von ständig wehenden Winden gemäßigt. Ebenso wie die anderen Inseln der Haʻapai-Gruppe wird Moʻungaʻone gelegentlich von Zyklonen heimgesucht.